# عيسم
عيسم بلدة في محافظة ريف دمشق في سوريا. تقع جنوب غرب دمشق على الطريق إلى القنيطرة.